# Скельдунги

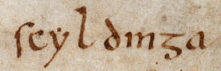
Згадка про Скельдунґів у стародавньому тексті

Скельдунги, Ск'єльдунги (давньосканд. одн. Skjöldung, мн. Skjöldungar) — легендарна королівська династія Данів, які є предками сучасних данців. Її засновником вважають Скельда (Skjöldr, лат. Skioldus).
Одним з предстаників династії був конунг Івар «Широкі Обійми» — можливо, відкривач «Шляху із варягів у греки».

## Історія роду
Одним з перших за часом відомим представником роду Ск'єльдунгів був Івар Широкі Обійми (Набувач або Багатослівний), що мав дочку Ауд Заможну. Ауд була у шлюбі кілька разів: одним з її чоловіків був Грьорік Сіяч Перснів — уславлений герой скандинавського епосу, від якого у неї був син Гаральд на прізвисько Боезуб. Гаральд був конунгом данців та вів часті війни, через що й отримав своє прізвисько. Загинув він, будучи старим, у війні зі своїм племінником, конунгом Упсали Сігурдом Перстнем. Історики відносять цю подію приблизно до 770-775 році. У Гаральда Боєзуба був син Хальвдан, котрий мав, у свою чергу, чотирьох синів: Ануло, Гаральд Клак, Регінфрід і Геммінг. Імовірно, саме Хальвдан в 782 році втратив свої володіння та відправив посольство до короля франків Карла Великого, щоби отримати собі лен у володіння. Ануло й Регінфрід загинули в 810-х роках у сутичках з ворогами, відомо про них дуже мало. Хемінг, названий в джерелах «християнином», також загинув, але пізніше, в 837 році. Гаральд Клак деякий час був конунгом Ютландії, але втік до Фрісландії, в область Рюстрінгенія, де і помер у 840-х роках. Також представником цього роду був Рорик Ютландський, проте в яких стосунках він перебував з Гаральдом невідомо (імовірно був сином або племінником).
Відомі й інші представники роду Ск'єльдунгів, такі як Фродо Сміливий, Хрольв Жердинка і т. ін.

## Можливі нащадки Скельдунгів
- Рорик Ютландський — ймовірний засновник династії Рюриковичів (862-1598)
- Графи де Гін[ru] (928-1137)

## Міфічні предки роду
Свій рід Ск'єльдунгі, так само як і інші конунги скандинавів, вели від міфічних героїв і богів. Частину їх «міфічної» генеалогії можна простежити на прикладі «Сага про Гервер», що відноситься до т. зв. саг «про давні часи» й оповідає про події V—VI століть н. е. У сазі розповідається історія берсерків, котрі згідно міфу походили від сина бога Одіна — Сігрламі. Подібно до інших синів Одіна, Сігрламі був королем Гардаріки (ототожнюваною з Руссю). Його спадкоємцем був його син Свафрламі, перший власник чарівного меча Тюрфінга, навколо якого розгортається дія саги. Дочка Сварфламі одружилася з нащадком велетнів Арнгрімом, від якого народила 12 синів-берсерків, у тому числі й короля готів Ангантюр (котрий фігурує навіть у «Беовульфі» під ім'ям Онгентеов). Ангантюр був одружений зі Свафі, дочкою ярла Альдейг'юборга (Ладоги). Від їхнього шлюбу народилася дочка Гервьор, якій і була присвячена сага і яка, в свою чергу, мала сина Гейдріка — предка Івара Широкі Обійми і Ауд Заможної — представників роду Ск'єльдунгів.